# Герб Курганской области
Герб Курганской области является символом Курганской области, принят 1 декабря 1997 года. Закон Курганской области от 1 декабря 1997 года № 90 «О гербе и флаге Курганской области» (принят Курганской областной Думой 25 ноября 1997 года). Действует в ред. Законов Курганской области от 13 мая 1998 года № 119, от 03 сентября 2002 года № 218, от 03 октября 2006 года № 180, от 04 мая 2007 года № 247, от 30 ноября 2007 года № 310, от 03 марта 2008 года № 346, от 26 сентября 2008 года № 392, от 04 мая 2010 года № 3.
13 мая 1998 года Закон «О гербе и флаге Курганской области» был изменен (добавились венок и ленты в герб). Законом Курганской области от 26 сентября 2008 г. № 392 «О внесении изменений в Закон Курганской области „О гербе и флаге Курганской области“» (принят Курганской областной Думой 23 сентября 2008 года) был уточнен порядок использования герба области совместно с гербами муниципальных образований, учреждений, предприятий.
Герб внесён в Государственный геральдический регистр Российской Федерации с присвоением регистрационного номера 221.

## Описание
Герб Курганской области представляет собой зелёный геральдический щит, в поле которого — два отвлечённых серебряных кургана (холма), из которых левый — меньше и возникает из-за правого; в серебряной стеннозубчатой, с пятью мерлоновыми зубцами и четырьмя проёмами, оконечности — бегущая лазоревая (синяя, голубая) куница с золотыми мордой и грудью. Щит обрамлён золотыми дубовыми ветвями, перевитыми лазоревой андреевской лентой. 

Правая геральдическая сторона находится слева от зрителя, левая — справа.
Герб Курганской области может воспроизводиться в двух вариантах:
- в виде большого герба (с внешними украшениями);
- в виде малого герба (без внешних украшений)[1].

## Интересные факты
В поле герба находятся исторические символы старейших городов Зауралья: серебряная оконечность щита с «кремлёвскими» зубцами — стилизация Далматовского монастыря и одновременно знак пограничного положения Курганской области, два серебряных холма — из герба города Кургана, бегущая куница - из герба города Шадринска. Дело в том, что вплоть до начала XX века Шадринск и Шадринский уезд были крупнейшими по численности населения, экономическому и политическому значению на территории Курганской области. Шадринск раньше Кургана получил свой городской статус (1737 г.) и собственный герб (1783 г.).
Оригиналы герба Курганской области в цветном и черно-белом авторском исполнении, а также их описания находятся на хранении в постоянной экспозиции Курганского областного краеведческого музея и доступны для ознакомления всем заинтересованным лицам.